# Karambolage-Europameisterschaften 2019
Die Karambolage-Europameisterschaften 2019 sind ein Billardturnier in der Sparte Karambolage und fanden vom 25. April bis zum 5. Mai 2019 im Stahlpalast in Brandenburg an der Havel statt. Insgesamt kämpften innerhalb von elf Tagen ca. 500 Spieler, davon 32 Frauen, aus 21 Ländern um 18 Europameistertitel in verschiedenen Klassen, Disziplinen und Tischgrößen.

## Beschreibung
Zum vierten Mal in Folge fanden die Europäischen Meisterschaften im Karambolage in Brandenburg an der Havel statt. Mit den Austragungen verschiedener EM im Poolbillard und Karambolage gilt die Stadt als bedeutender Austragungsort des europäischen Billardsports.
Wie schon bei den vorangegangenen Turnieren 2013 bis 2017 wurden alle Disziplinen, alle Altersklassen und alle Geschlechter in einem Turnier vereint. Gespielt wurde an 18 Brettern (12 Matchbillards, 6 Kleinbillards) zeitgleich, täglich von morgens 9:00 Uhr bis durchschnittlich 23:00 Uhr. Der französische Internet-TV-Sender Kozoom übertrug erneut live von der Veranstaltung. Die Zuschauer konnten zwischen verschiedenen Tischen und Disziplinen wählen, alle Tische waren mit Kameras ausgestattet.

## Disziplinen
Am Matchbillard wurden die Disziplinen Freie Partie, Cadre 47/2, Cadre 71/2, Einband, Dreiband, Artistik, 5-Kegel-Billard und erstmals auch Biathlon (bestehend aus Dreiband und 5-Kegel-Billard) gespielt, am Kleinbillard nur Freie Partie und Dreiband.

### Matchbillard

#### Dreiband
- Männer (Einzel)

| Gold         | Silber        | Bronze                         | Ref.  |
| ------------ | ------------- | ------------------------------ | ----- |
| Dick Jaspers | Marco Zanetti | Rubén Legazpi Murat Naci Çoklu | [ 3 ] |
|              |               |                                |       |

- Junioren/U21

| Gold          | Silber              | Bronze                            | Ref.  |
| ------------- | ------------------- | --------------------------------- | ----- |
| Maxime Panaia | Nikolaus Kogelbauer | Alessio D’Agata Emanuele Criscino | [ 4 ] |

- Damen

| Gold                  | Silber                | Bronze                           | Ref.  |
| --------------------- | --------------------- | -------------------------------- | ----- |
| Therese Klompenhouwer | Guzin Mujde Karakasli | Andrea Manrique Irena Hambalkova | [ 5 ] |
|                       |                       |                                  |       |

- Nationalmannschaften Dreiband

| Gold                    | Silber                   | Bronze                                               | Ref.  |
| ----------------------- | ------------------------ | ---------------------------------------------------- | ----- |
| Belgien 0Caudron/Merckx | Spanien 0Sánchez/Legazpi | Deutschland 0Horn/Lindemann Dänemark 0Andersen/Nelin | [ 6 ] |
|                         |                          |                                                      |       |

#### Cadre 47/2
- Männer

| Gold             | Silber         | Bronze                      | Ref.  |
| ---------------- | -------------- | --------------------------- | ----- |
| Xavier Gretillat | Willy Gerimont | Eddy Leppens Raymund Swertz | [ 7 ] |
|                  |                |                             |       |

#### Cadre 71/2
- Männer

| Gold           | Silber     | Bronze                         | Ref.  |
| -------------- | ---------- | ------------------------------ | ----- |
| Raymund Swertz | Sven Daske | Michel van Silfhout Marek Faus | [ 8 ] |
|                |            |                                |       |

#### Einband
- Männer

| Gold            | Silber       | Bronze                      | Ref.  |
| --------------- | ------------ | --------------------------- | ----- |
| Dave Christiani | Eddy Leppens | Willy Gerimont Johann Petit | [ 9 ] |

#### Freie Partie
- Junioren/U21

| Gold           | Silber      | Bronze                         | Ref.   |
| -------------- | ----------- | ------------------------------ | ------ |
| Pierre Martory | Leon Dudink | Simon Blondeel Sébastien Verel | [ 10 ] |
|                |             |                                |        |

#### Artistik
- Männer

| Gold            | Silber       | Bronze                     | Ref.   |
| --------------- | ------------ | -------------------------- | ------ |
| Erik Vijverberg | René Dericks | Marvin Heinrich Kevin Tran | [ 11 ] |
|                 |              |                            |        |

#### 5-Kegel-Billard
- Männer (Einzel)

| Gold          | Silber               | Bronze                            | Ref.   |
| ------------- | -------------------- | --------------------------------- | ------ |
| Andrea Quarta | Fioravante Vecchione | Michelangelo Aniello Camilo Gomez | [ 12 ] |
|               |                      |                                   |        |

- Nationalmannschaften

| Gold    | Silber      | Bronze             | Ref.   |
| ------- | ----------- | ------------------ | ------ |
| Italien | Deutschland | Frankreich Schweiz | [ 13 ] |
|         |             |                    |        |

- Junioren/U21

| Gold             | Silber          | Bronze                  | Ref.   |
| ---------------- | --------------- | ----------------------- | ------ |
| Riccardo Martino | Lukas Mortensen | Max Gabel Michel Peters | [ 14 ] |
|                  |                 |                         |        |

#### Biathlon
- Nationalmannschaften / U21

| Gold    | Silber        | Bronze                   | Ref.   |
| ------- | ------------- | ------------------------ | ------ |
| Italien | Deutschland 1 | Frankreich Deutschland 2 | [ 15 ] |

#### Rollstuhl
- Herren Einzel

| Gold    | Silber       | Bronze                       | Ref.   |
| ------- | ------------ | ---------------------------- | ------ |
| Jan Vos | Johan Grimon | Stefan Neyens Frans van Buel | [ 16 ] |
|         |              |                              |        |

### Kleinbillard

#### Dreiband
- Dreiband

| Gold          | Silber           | Bronze                         | Ref.   |
| ------------- | ---------------- | ------------------------------ | ------ |
| Ömer Karakurt | Steven van Acker | Ivo Gazdos Gregory Le Deventec | [ 17 ] |
|               |                  |                                |        |

- Herren (Club-Teams)

| Gold              | Silber             | Bronze                      | Ref.   |
| ----------------- | ------------------ | --------------------------- | ------ |
| BC De Goeie Queue | Hemsin Spor Kulübü | BK Ekvita Kladno BC Havirov | [ 18 ] |

- Jugend/U17

| Gold                 | Silber          | Bronze                | Ref.   |
| -------------------- | --------------- | --------------------- | ------ |
| Dimitrios Seleventas | Denizcan Akkoca | Jan Gaspari Luis Mira | [ 19 ] |

#### Freie Partie
- Jugend/U17

| Gold          | Silber          | Bronze                  | Ref.   |
| ------------- | --------------- | ----------------------- | ------ |
| Jelle Billiet | Nathan Legendre | Nick Rosier Nick Dudink | [ 20 ] |

- Damen

| Gold             | Silber            | Bronze                               | Ref.   |
| ---------------- | ----------------- | ------------------------------------ | ------ |
| Magali Declunder | Christel Willemse | S. Stengel-Ponsing Monique van Exter | [ 21 ] |
|                  |                   |                                      |        |

## Medaillenspiegel
| Platz | Nation       | Gold | Silber | Bronze | ∑  |
| ----- | ------------ | ---- | ------ | ------ | -- |
| 1     | Niederlande  | 5    | 3      | 5      | 13 |
| 2     | Italien      | 4    | 2      | 4      | 10 |
| 3     | Frankreich   | 3    | 2      | 7      | 12 |
| 4     | Belgien      | 3    | 2      | 2      | 7  |
| 5     | Türkei       | 1    | 3      | 1      | 5  |
| 6     | Schweiz      | 1    | 0      | 1      | 2  |
| 7     | Griechenland | 1    | 0      | 0      | 1  |
| 8     | Deutschland  | 0    | 3      | 8      | 11 |
| 9     | Spanien      | 0    | 1      | 2      | 3  |
| 9     | Dänemark     | 0    | 1      | 1      | 2  |
| 10    | Österreich   | 0    | 1      | 0      | 1  |
| 11    | Tschechien   | 0    | 0      | 5      | 5  |